# The Patriot and the Spy
The Patriot and the Spy er en amerikansk stumfilm fra 1915.

## Medvirkende
- James Cruze som Pietro.
- Marguerite Snow som Blanchette.
- Alphonse Ethier som Johannes.
- Hal Clarendon.
- Samuel N. Niblack.